# Марио Ђента
Марио Ђента (1. март 1912 — 9. јануар 1993) био је италијански фудбалер који је играо на позицији везног играча.
Рођен у Торину, Ђента је играо клупски фудбал 1930-их за италијанске клубове Јувентус, Прато и Ђенову. Одиграо је 223 утакмице у Серији А и постигао 6 голова.
Са италијанском репрезентацијом, Ђента је изабран у тим за освајање Светског првенства у фудбалу 1938. године као резервни играч. Касније је одиграо два наступа 1939. године.